# Pichai Kongsirithavorn
Pichai Kongsirithavorn (Thai: พิชัย คงศิริถาวร; * um 1950) ist ein thailändischer Badmintonspieler. 

## Karriere
Pichai Kongsirithavorn wurde 1974 thailändischer Meister sowohl im Herrendoppel mit Bandid Jaiyen als auch im Mixed mit Petchroong Liengtrakulngam. Mit Liengtrakulngam gewann er 1978 auch den Titel im Mixed bei der WBF-Weltmeisterschaft, wobei er im Finale seine Landsleute Preecha Sopajaree und Porntip Buntanon besiegte. Bei den Südostasienspielen 1975 belegte er Platz zwei im Einzel, bei den Spielen 1977 Platz zwei im Doppel. 

## Sportliche Erfolge
| Saison | Veranstaltung               | Disziplin    | Platz | Name                                                 |
| ------ | --------------------------- | ------------ | ----- | ---------------------------------------------------- |
| 1974   | Thailändische Meisterschaft | Mixed        | 1     | Phichai Khongsirithawon / Petchroong Liengtrakulngam |
| 1974   | Thailändische Meisterschaft | Herrendoppel | 1     | Bandid Jaiyen / Phichai Khongsirithawon              |
| 1975   | Südostasienspiele           | Herreneinzel | 2     | Phichai Khongsirithawon                              |
| 1977   | Südostasienspiele           | Herrendoppel | 2     | Preecha Sopajaree / Phichai Khongsirithawon          |
| 1978   | WBF-Weltmeisterschaft       | Mixed        | 1     | Phichai Khongsirithawon / Petchroong Liengtrakulngam |